# Січ (всеукраїнська дитяча скаутська організація)
Українське дитячо-юнацьке товариство «Січ» є всеукраїнською дитячою скаутською організацією.
УДЮТ «Січ» — неполітична виховна громадська організація, в якій діти і молоді люди виховуються християнами, лицарями, гідними громадянами України, відповідальними за свій власний розвиток.
Сьогодні Січ налічує близько 2000 членів віком від 6 до 60 років у 18 регіонах України. Щороку Товариство проводить десятки січових таборів, інших заходів.
Головний отаман — Борис Скребцов.

## Історія
Українське дитячо-юнацьке товариство «Січ» створювалося з 1990 року шляхом об'єднання численних дитячих козацьких організацій.
Восени 1992 року у Києві відбулася Велика рада дитячих і молодіжних козацьких організацій, де було ухвалено рішення про об'єднання в єдиній організації. Водночас працювала всеукраїнська науково-практична конференція «Пошуки нових шляхів роботи з молоддю на історичних засадах козацтва». На конференції визначились основоположні засади майбутньої організації. Головним здобутком конференції стало окреслення педагогічного образу козака.
Організаційний процес об'єднання дитячих козацьких осередків завершився 9 січня 1993 року створенням Українського дитячо-юнацького товариства «Січ». 1994 року III Велика рада Товариства проголосила Січ скаутською організацією, новою національною формою Скаутського руху. IV Велика рада Січі 1995 року ухвалила рішення про необхідність вступу до Світової організації скаутського руху у рамках майбутньої національної скаутської організації.

## Січові символи

### Січ
Головним лицарським символом нашого Товариства є Січ — образ лицарського Товариства як спільноти вільних людей, лицарів, між якими панують стосунки побратимства і посестринства, об'єднаних Січовим звичаєм, спільними вартостями: честю, гідністю, обов'язком лицарського служіння Богу, Україні та своїм ближнім. Тому символічною для нас є Запорозька Січ як історична християнська лицарська республіка.
Ми хочемо збудувати в Україні суспільство, громадяни якого сповідуватимуть ці лицарські вартості. Тому так само символічним є для січовиків наше Товариство, в якому діти, молоді люди і дорослі об'єдналися для лицарського самовиховання і служіння на засадах Січового звичаю. Символічне значення нашого Товариства можна виразити словами Миколи Гоголя: «Так ось вона, Січ! Ось це гніздо, звідки вилітають воля і козацтво на всю Україну».

### Січова емблема
Емблемою Січі є стилізована золота підкова, увінчана золотим січовим хрестом. Підкову розташовано на малиновому геральдичному щиті. З боків і знизу підкови півколом розміщено літери «С», «І» та «Ч», що є скороченою назвою УДЮТ «Січ» і водночас першими літерами Січового гасла «Сила, істина, честь!».
Малинове тло Січової емблеми наслідує геральдичному кольору Січового товариства й українського козацтва, що символізує спадкоємність лицарських традицій, сповідувану нашим Товариством. Золота підкова, увінчана січовим хрестом, символізує лицарське християнське служіння січовиків. Загальна композиційна сполука всіх частин емблеми символізує прагнення січовиків християнські жертовно працювати задля добра, слави і щастя України.
Січова емблема є знаком гідності, права і власності Січі.

### Січовий гімн
Січовим гімном є відома пісня січовиків початку XX століття «Гей, там на горі Січ іде»:
Гей, там на горі Січ іде,

Гей, малиновий стяг несе.

Гей, малиновий, наше славне Товариство,

Гей, марширує, раз, два, три!

Гей, попереду кошовий,

Гей, як той орел степовий.

Гей, малиновий, наше славне Товариство,

Гей, марширує, раз, два, три!

Гей, а позаду осавул,

Гей, твердий хлопець, як той мур,

Гей, малиновий, наше славне Товариство,

Гей, марширує, раз, два, три!

Гей, а по боках чатові,

Гей, то сторожі огневі,

Гей, малиновий, наше славне Товариство,

Гей, марширує, раз, два, три!

Гей, отамане, батьку наш!

Гей, веди, батьку, вперед нас!

Гей, малиновий, наше славне Товариство,

Гей, марширує, раз, два, три!

Гей, молод хлопче, позір май,

Гей, та до Січі приставай,

Гей, малиновий, наше славне Товариство,

Гей, марширує, раз, два, три!

Гей, повій, вітре, зі степів,

Гей, дай нам силу козаків,

Гей, малиновий, наше славне Товариство,

Гей, марширує, раз, два, три!

Гей, дай нам силу й відвагу,

Гей, Україні на славу.

Гей, малиновий, наше славне Товариство,

Гей, марширує, раз, два, три!

Січовий гімн є урочистою і водночас похідною піснею Січі, що виконується як під час урочистих подій, так і в походах.
Гімн Січі символізує єдність січовиків у спільному поступі до самовдосконалення і лицарському служінні ближнім, своїй Батьківщині.

### Січове гасло
Січовим гаслом є: «Сила, Істина, Честь!».
Січове гасло символізує виховну мету, якої прагнуть досягти січовики.

«Сила» означає прагнення сформувати січовий характер, силу волі, загартуватися фізично і духовно.

«Істина» означає прагнення шукати істину, лицарськи служити ближнім, правді й добру, бути щирими православними християнами.

«Честь» означає прагнення бути лицарями — чесними людьми, дотримуватися Січової обітниці, даного слова.

### Святі покровителі Січі
Заступниками і символами Січі є Пресвята Богородиця та Св. Георгій Переможець. Це найшанованіші християнські святі й святині Запорозької Січі. У відомій козацькій пісні співається: «Нам поможе Святий Юрій і Пречиста Мати».

## Січова обітниця
Вступаючи в Січ, молоді люди дають Січову обітницю — урочисте публічне зобов'язання зробити все можливе, щоби виконати свій січовий обов'язок і жити за Січовим звичаєм:

«Обіцяю зробити все, від мене залежне, щоби:
 — виконати мій обов'язок перед Богом та Україною,
 — завжди допомагати ближньому,
 — жити за Січовим звичаєм,

Запорукою цьому є моя честь!»

## Січовий звичай
З історії Запорізької Січі відомо, що січовики жили за особливим лицарським звичаєм — неписаними законами, про дотримання яких дбали старі козаки і старшини. Розробляючи сучасну систему лицарського виховання, Бейден-Павелл сформулював Скаутський закон — лицарський кодекс життя кожного скаута, обов'язковий для виконання усіма учасниками Скаутського руху.
На основі звичаю запорожців і Скаутського закону Товариство «Січ» розробило власний Січовий звичай — лицарський закон життя Січі і кожного січовика:
1. Січовику найперше честь.
2. Січовик чинить по-лицарськи.
3. Січовик допомагає ближньому.
4. Січовик — ввічливий і дружній з усіма, побратим/посестра іншим січовикам.
5. Січовик слухає своїх батьків, січових старшин і наставників.
6. Січовик — друг природи.
7. Січовик — життєлюб.
8. Січовик гартує дух і тіло.
9. Січовик ощадливий.
10. Січовик — чистий у думках, словах і вчинках.

## Виховна мета та завдання Січі
Січ має на меті сприяння цілісному фізичному, розумовому, емоційному, соціальному та духовному розвитку дітей і молодих людей, їхньому лицарському самовихованню християнами, національно свідомими, відповідальними громадянами та патріотами України.

### Завдання Січі
- заохотити молоду людину до особистісного розвитку, мотивувати її активне зацікавлення у плануванні й реалізації діяльності, що сприятиме розвитку особистісного потенціалу;
- сприяти розвиткові самостійності та відповідальності січовиків;
- формувати в січовиків потребу у здоровому способі життя, намагання зробити все від них залежне для його зміцнення;
- допомогти січовикам усвідомити свої інтереси, індивідуальні схильності та здібності, сформулювати мету особистісного розвитку, обрати відповідні шляхи та способи її досягнення і скласти на цій основі програму свого особистісного зростання;
- збагачувати почуття молодих людей, рефлексію, здатність до адекватного самооцінювання й самокорекції, емпатії (співпереживання);
- допомогти січовикам співробітничати і взаємодіяти з іншими, спілкуватися, знаходити з ними спільну мову й полагоджувати конфлікти, сформувати готовність приймати відповідальність за групові рішення, служити ближнім;
- сприяти формуванню системи вартостей січовиків, їх самореалізації на основі духовних потреб;
- заохочувати січовиків розвивати характер, бути готовими долати труднощі, самозарадними;
- допомогти січовикам стати патріотами України, готовими працювати для блага ближніх, своєї громади і батьківщини.

## Січова діяльність

### Чим займаються січовики?
- Козакування — засвоєння молодими людьми січових вмінь і навичок, необхідних для повсякденного життя, козацьке загартування, внутрішньоорганізаційна діяльність, засвоєння вартостей, традицій Січі, набуття досвіду січового життя.
- Воцерковлення — засвоєння січовиками засад Православної віри, їхнє залучення до духовних вартостей Православ'я, сприяння організації життя, служінню молодих людей на приході.
- Українознавство — ознайомлення молодих людей з історією, культурою і природою України, громадським життям, її політичною системою, досягненнями науки та економіки. Різновидами українознавчої діяльності є краєзнавство (вивчення рідного краю — своєї «малої батьківщини») і козакознавство (вивчення і засвоєння історії, культури, вартостей і традицій українського козацтва, Запорозької Січі).
- Служіння — громадянське виховання січовиків, доступна за можливостями і підготовленістю січовиків діяльність з допомоги ближнім — своїм рідним, січовим побратимам і посестрам, друзям, місцевій громаді, суспільству в широкому розумінні цього слова. Важливою формою служіння є благодійна робота молодих людей на приході.